# Illa del Rei
Illa del Rei – wyspa na Balearach, położona w ujściu portu w Maó we wschodniej Minorce, obok Illa Llatzaret i Illa Plana.
W 1287 Alfons III Liberalny wykorzystał ją jako przyczółek podczas podboju Maó. Istnieją tam także pozostałości brytyjskiego szpitala wojskowego z XVIII wieku i ruiny kościoła z VI wieku. Nazywana jest krwawą wyspą.